# Delta Sagittae
Delta Sagittae (δ Sagittae, förkortat Delta Sge, δ Sge) som är stjärnans Bayerbeteckning, är en dubbelstjärna belägen i den mellersta delen av stjärnbilden Pilen. Den har en kombinerad skenbar magnitud på 3,82 och är klart synlig för blotta ögat. Baserat på parallaxmätning inom Hipparcosuppdraget på ca 5,5 mas, beräknas den befinna sig på ett avstånd av ca 590 ljusår (ca 180 parsek) från solen.

## Egenskaper
Primärstjärnan i Delta Sagittae är en röd, ljusstark jättestjärna av spektralklass M2 II. Den har en massa som är ca 3,3 gånger större än solens massa och en radie som är ca 129 gånger större än solens. Den utsänder från dess fotosfär ca 2 500 gånger mer energi än solen vid en effektiv temperatur på ca 3 600 K.
Delta Sagittae är en spektroskopisk dubbelstjärna med en följeslagare i huvudserien av spektralklass B9.5 V och ett sammantaget spektrum, som tyder på att ljus från båda stjärnorna kan detekteras. Den har en omloppsperiod på ca 10 år och en excentricitet på ca 0,44. Den rör sig genom Vintergatan med en hastighet av 9,8 km/s i förhållande till solen. Dess projicerade galaktiska bana ligger mellan 23 800 och 35 300 ljusår från galaxens centrum.